# Veszélyes áruk
Veszélyes árunak nevezzük azokat az áruféleségeket (anyagokat és tárgyakat), amelyek a szállításuk során tűz- és robbanásveszélyt, egészségkárosító (főként maró, mérgező) hatást vagy környezetkárosító tulajdonságokat hordoznak, s amelyeket ilyenként azonosít valamely közlekedési ágazat veszélyes áru szállítási szabályzata.
A veszélyes árukat a szabályzatokban leírt módon valamely UN-számhoz (magyarul ENSZ-szám), s a hozzá kapcsolódó helyes szállítási megnevezéshez (idegennyelvi megnevezéseit lásd a megjegyzésben), illetve ezáltal egy áruosztályba sorolják be, vagyis osztályozzák.

## Osztályozás
A UN szerinti osztályok jelöléséhez speciális szimbólumokat használnak. Ezen kívül maguk az áruk az úgynevezett UN-számmal szerepelnek egy adatbázisban, ahol a veszélyességi osztály szerint, a mennyiségtől függő veszélyek és egyéb hasonló kritériumok szerint osztályozzák őket.
| Veszélyességi osztályok | Veszélyességi osztályok | Veszélyességi osztályok                                                              |
| ----------------------- | ----------------------- | ------------------------------------------------------------------------------------ |
|                         | 1. osztály              | Robbanóanyagok és robbanóanyagot tartalmazó tárgyak                                  |
|                         | 2.1. osztály            | Gyúlékony gázok                                                                      |
|                         | 2.2. osztály            | Nem gyúlékony, nem mérgező gázok                                                     |
|                         | 2.3. osztály            | Mérgező gázok                                                                        |
|                         | 3. osztály              | Gyúlékony folyékony anyagok                                                          |
|                         | 4.1. osztály            | Gyúlékony szilárd anyagok, önreaktív anyagok, szilárd érzéketlenített robbanóanyagok |
|                         | 4.2. osztály            | Öngyulladó anyagok                                                                   |
|                         | 4.3. osztály            | Vízzel gyúlékony gázokat képző anyagok                                               |
|                         | 5.1. osztály            | Gyújtó hatású (oxidáló) anyagok                                                      |
|                         | 5.2. osztály            | Szerves Peroxidok                                                                    |
|                         | 6.1. osztály            | Mérgező anyagok                                                                      |
|                         | 6.2. osztály            | Fertőzőveszélyes anyagok                                                             |
|                         | 7. osztály              | Radioaktív anyagok                                                                   |
|                         | 8. osztály              | Maró (korrozív) anyagok                                                              |
|                         | 9. osztály              | Különböző veszélyes anyagok és tárgyak                                               |

Az egyes közlekedési ágazatok veszélyes áru szállítási szabályzatai:
- Közúton: ADR (a francia „Accord européen relatif au transport international des marchandises dangereuses par route”, azaz „Európai egyezmény a veszélyes áruk közúti szállításáról” rövidítése)
- Vasúton: RID
- Belvízi közlekedésben: ADN
- Tengerhajózásban: IMDG kódex
- Légi közlekedésben: ICAO TI / IATA DGR

A felsorolt előírások mindegyikének alapjait az ENSZ „Ajánlások a veszélyes áru szállítására - Minta szabályzat” (röviden: ENSZ mintaszabályzat) és az ENSZ „Ajánlások a veszélyes áru szállítására - Vizsgálatok és kritériumok kézikönyve” [röviden: Vizsgálatok és kritériumok kézikönyve) adja.

## ADR
Az ADR a Veszélyes Áruk Nemzetközi Közúti Szállításáról szóló Európai Megállapodást jelenti. Az ADR-t a Megállapodás és a hozzá csatolt két melléklet (nevezetesen az „Általános előírások és a veszélyes anyagokra és tárgyakra vonatkozó előírások” című A melléklet, illetve „A szállítóeszközökre és a szállításokra vonatkozó előírások” című B melléklet) alkotja. Az ADR megállapodást 1957-ben Genfben kötötték, s Magyarország 1979-ben csatlakozott hozzá. Az A és a B Melléklet rendelkezéseit kétévenként igazítják a tudományos, ill. technológiai fejlődéshez.).
Az ADR európai uniós hatálybalépését a veszélyes áruk szárazföldi szállításáról szóló, 2008. szeptember 24-i 2008/68/EK európai parlamenti és tanácsi irányelv rendelte el. Az irányelv mellékletében tartalmazza, hogy az egyes uniós tagállamok milyen belföldi eltéréseket írtak elő.
Az ADR belföldi alkalmazására a 61/2013. (X. 17.) NFM rendelet.

## RID
A RID a Veszélyes Áruk Nemzetközi Vasúti Fuvarozásáról szóló Szabályzat, amelyet a Nemzetközi Vasúti Fuvarozási Egyezmény (COTIF) C Függeléke ír elő. Az ADR-rel összehangolt szövegének hatályos változatát a RID 2011-et a 2011. évi LXXX. törvény hirdette ki.
A RID európai uniós hatálybalépését a veszélyes áruk szárazföldi szállításáról szóló, 2008. szeptember 24-i 2008/68/EK európai parlamenti és tanácsi irányelv rendelte el. Ez az irányelv mellékletében tartalmazza, hogy az egyes uniós tagállamok milyen belföldi eltéréseket írtak elő.
A RID belföldi alkalmazását a 62/2013. (X. 17.) NFM rendelet rendeli el és teszi könnyebbé. Itt kell még megemlíteni, hogy a Záhonytól keletre határt lépő szállítmányokra az SZMGSZ sajátos veszélyes áru fuvarozási rendelkezéseket is tartalmaz.

## ADN
(The European Agreement concerning the International Carriage of Dangerous Goods by Inland Waterways (ADN))
A veszélyes áruk nemzetközi belvízi szállításáról szóló Európai megállapodás 1941-ben jött létre és nemzetközi jogforrásként alkalmazzák.
Az Európai államok a belvízi hajózásánál ezt tekintik irányadónak. A Dunán történő veszélyes áru szállítás tekintetében az ADN-D, A Rajna esetében ADN-R tartalmazza, a rájuk vonatkozó többletszabályokat. Az ADN-t a következő a országok alkalmazzák: Franciaország, Németország, Olaszország, Luxemburg, Bulgária, Horvátország, Csehország, Hollandia, Szlovákia, Oroszország.

## IMDG Kódex
Az IMDG Kódex, vagyis a Veszélyes Áruk Nemzetközi Tengerészeti Kódexe (angolul: International Dangerous Goods Code, röviden: IMDG Code) az 1978. évi Jegyzőkönyvvel módosított „Életbiztonság a tengeren” tárgyú 1974. évi Nemzetközi Egyezmény (röviden: SOLAS 1974/1978) „Veszélyes áruk szállítása” című VII. fejezete „A” részének a küldeménydarabos veszélyes áru szállításra vonatkozó kódexe. Az IMDG Kódex tengeri környezetvédelmi előírásrendszerének jogi alapjait az 1978. évi jegyzőkönyvvel módosított „A hajók által történő tengerszennyeződés megelőzéséről szóló 1973. évi nemzetközi egyezmény” (röviden: MARPOL 1973/1978) III. melléklete adja.

## ICAO TI/IATA DGR
- Nemzetközi Polgári Repülésügyi Szervezet Veszélyes Áruk Légi Szállításának Biztonságát szolgáló Műszaki Utasítások (International Civil Aviation Organization Technical Instructions for the Safe Transport of Dangerous Goods by Air; röviden: ICAO TI)
- Nemzetközi Légi Fuvarozási Egyesület Veszélyes Áru Szabályzata (International Air Transport Association Dangerous Goods Regulations; röviden: IATA DGR)

Az ICAO TI az ú.n. Chicagói Egyezmény 18. Annexe, amelyet az 1971. évi 25. tvr. és a 20/1997.(X.21.) KPM rendelet tett közzé.
Bár az ICAO TI az elsődleges jogforrás, s ebből készül az IATA DGR is, mégis a légitársaságok az üzleti szabályzataik alapján a IATA DGR betartása a fontos.

## Külső hivatkozások
- Mit nevezünk veszélyes árunak? –  dgsa.hu
- ICAO TI-dokumentumok 2005-től – ICAO.int
- IATA Dangerous Goods Regulations (DGR) – IATA.org
- A veszélyes áruk légi szállítása – dgsa.hu
- IATA Dangerous Goods manual 2009 – IATA.org
- International Maritime Dangerous Goods (IMDG) Code – imo.org
- A veszélyes áruk tengeri szállítása – dgsa.hu
- UN-szám kereső az Európai Vegyipari Tanács (CEFIC) honlapján – ericards.net